# Moncorneil-Grazan
Moncorneil-Grazan (gaskognisch: Montcornelh e Grasan) ist eine französische Gemeinde mit 147 Einwohnern (Stand 1. Januar 2022) im Département Gers in der Region Okzitanien (bis 2015 Midi-Pyrénées); sie gehört zum Arrondissement Mirande und zum Gemeindeverband Val de Gers. Die Bewohner nennen sich Moncorneillais/Moncorneillaises.

## Geografie
Moncorneil-Grazan liegt rund 21 Kilometer südöstlich von Mirande und 22 Kilometer südsüdöstlich von Auch im Süden des Départements Gers. Die Gemeinde besteht aus Weilern, zahlreichen Streusiedlungen und Einzelgehöften. Der Fluss Arrats durchquert die Gemeinde in nördlicher Richtung und bildet streckenweise die Gemeindegrenze.
Nachbargemeinden sind Tachoires im Norden, Betcave-Aguin im Nordosten, Osten und Südosten, Bellegarde im Süden, Südwesten und Westen sowie Pouy-Loubrin im Nordwesten. Ein Teil der Gemeinde Bellegarde ist eine Exklave im Gemeindegebiet von Moncorneil-Grazan.

## Geschichte
Überreste einer Villa aus gallo-römischer Zeit belegen eine frühe Besiedlung. Im Mittelalter lagen die Gemeinden Grazan, Moncorneil-Derrière und Moncorneil-Devant in der Vogtei Villefranche der Grafschaft Astarac in der historischen Landschaft Gascogne und teilte deren Schicksal. Alle drei damaligen Gemeinden gehörten von 1793 bis 1801 zum District Auch und zum Kanton Seissan. Seit 1801 gehörten alle drei ehemaligen Gemeinden zum Arrondissement Mirande. Moncorneil-Grazan und seine Vorgängergemeinden gehörten von 1801 bis 2015 zum Wahlkreis (Kanton) Saramon. Im Jahr 1821 vereinigten sich die Gemeinden Grazan (1821: 109 Einwohner), Moncorneil-Derrière (1821: 163 Einwohner) und Moncorneil-Devant (1821: 110 Einwohner) zur heutigen Gemeinde.

## Bevölkerungsentwicklung
Die Einwohnerentwicklung ist typisch für eine französische Landgemeinde. Normal sind die Entwicklungen zwischen 1793 und 1821 mit einem starken Wachstum sowie die von 1851 bis 1990 anhaltende Abwanderungswelle. Untypisch ist die Situation zwischen 1831 und 1851, in der die Bevölkerungszahl weder wuchs noch schrumpfte.
| Jahr                       | 1962 | 1968 | 1975 | 1982 | 1990 | 1999 | 2006 | 2011 | 2020 |
| Einwohner                  | 143  | 129  | 101  | 109  | 97   | 104  | 125  | 151  | 144  |
| Quellen: Cassini und INSEE |      |      |      |      |      |      |      |      |      |

## Sehenswürdigkeiten
- Schloss Moncorneil (in Privatbesitz)
- Kirche Saint-Jean-Baptiste aus dem 19. Jahrhundert in Moncorneil
- Kapelle Saint-Sabin in Grazan
- Taubenschlag (in Privatbesitz)
- Landwirtschaftsschule von Le Tuco
- Marienstatue
- vier Wegkreuze
- Denkmal für die Gefallenen[3]

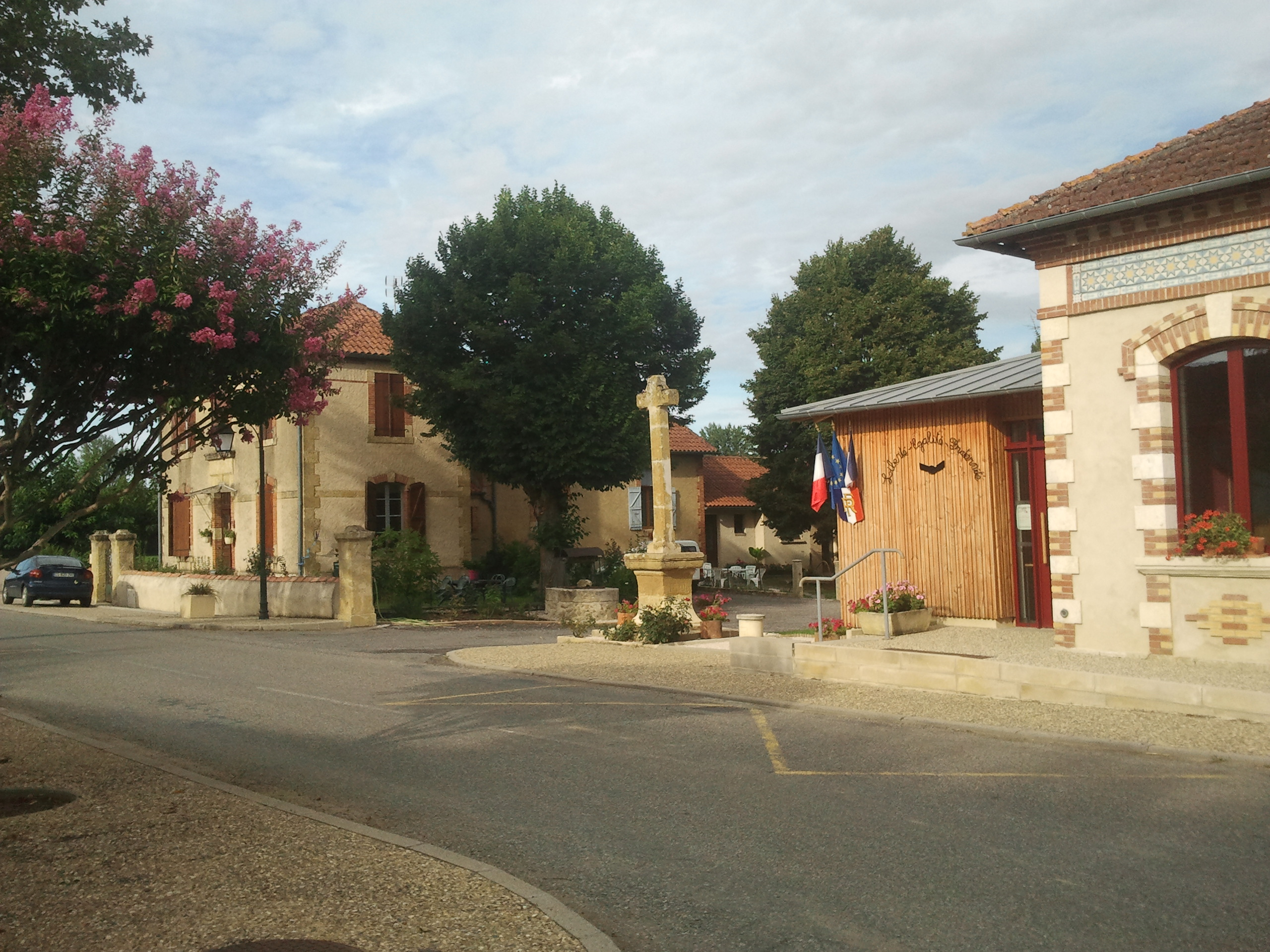
Ortszentrum von Moncorneil
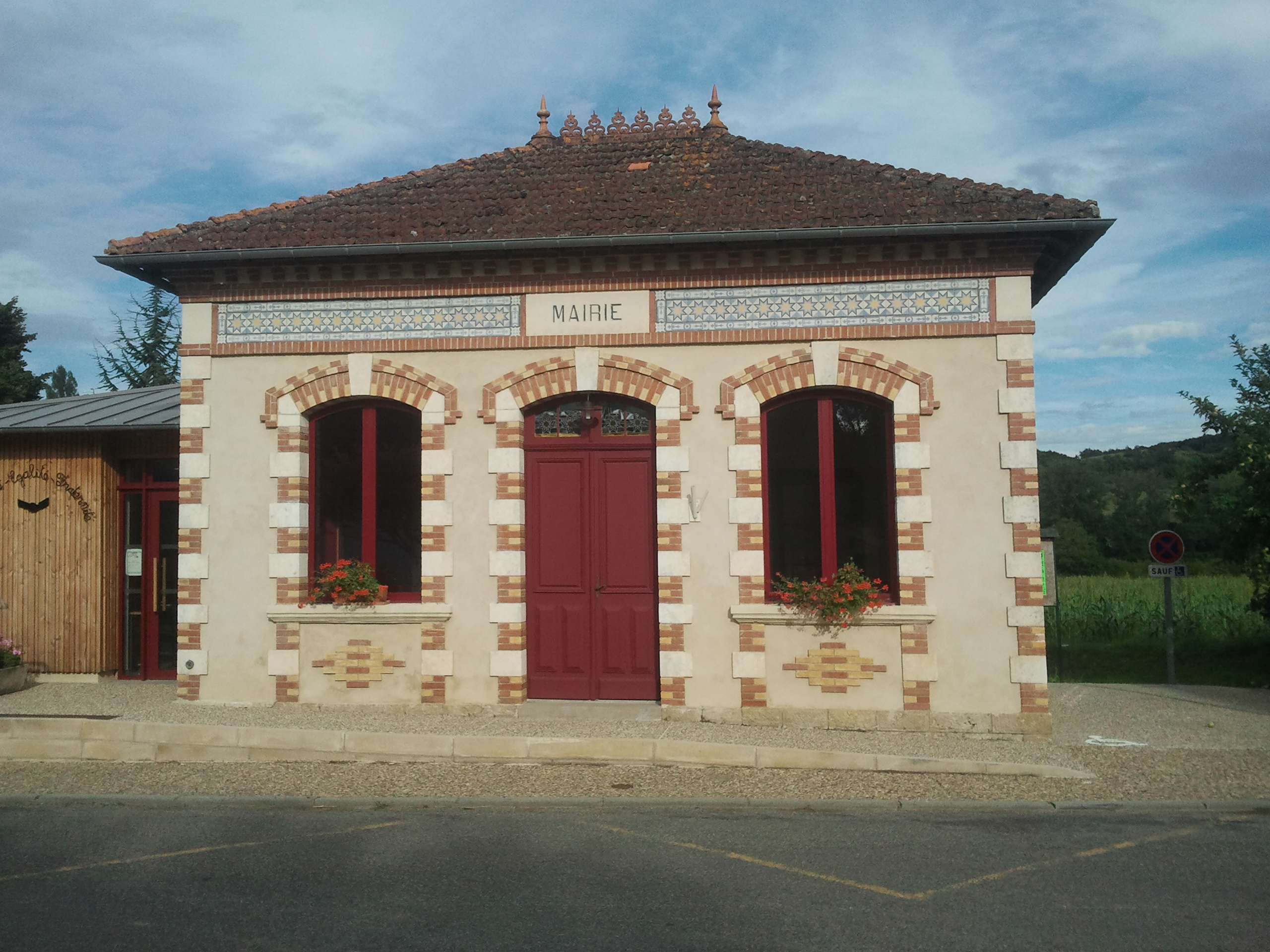
Mairie (Rathaus) von Moncorneil-Grazan
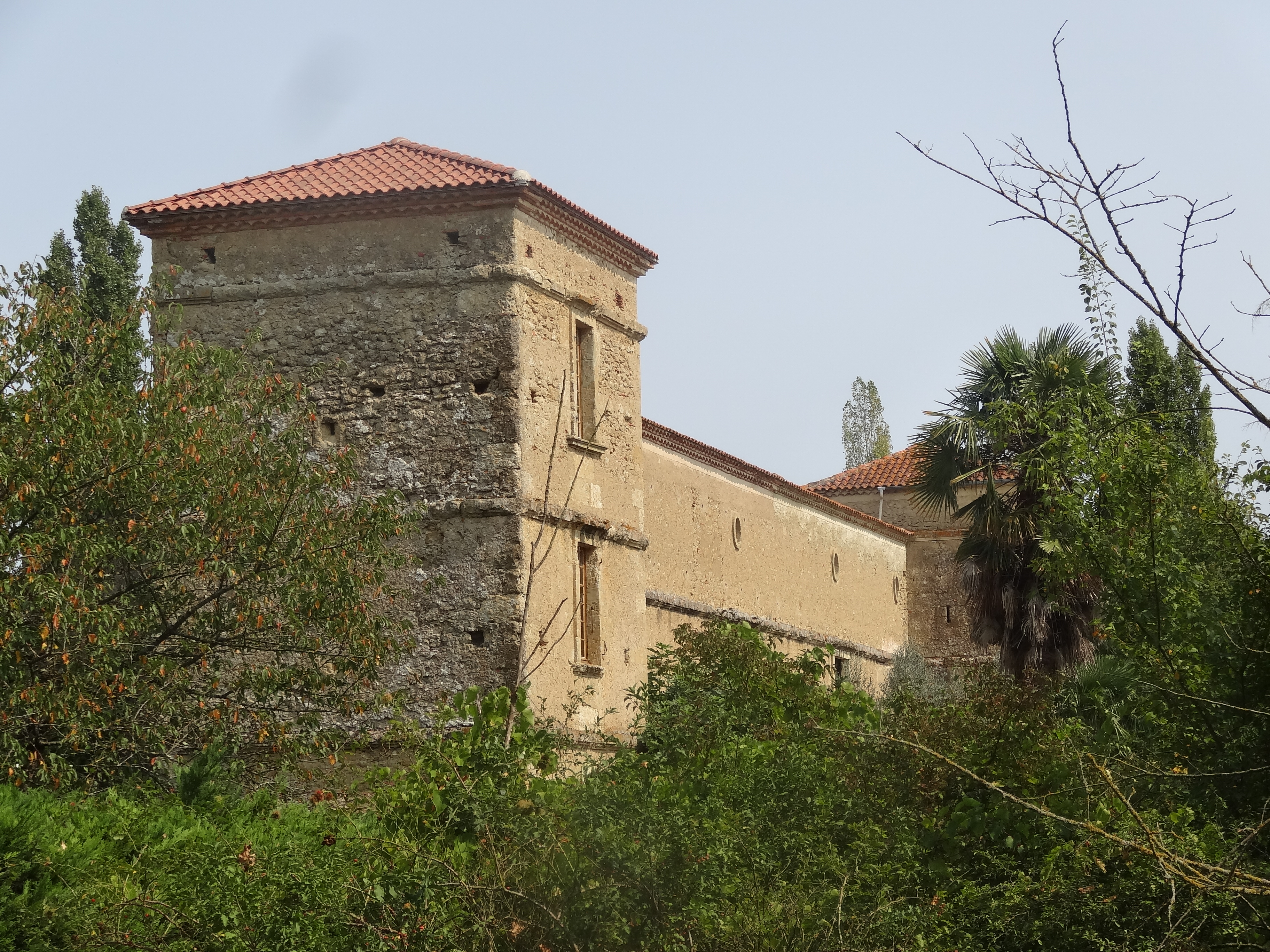
Schloss Moncorneil
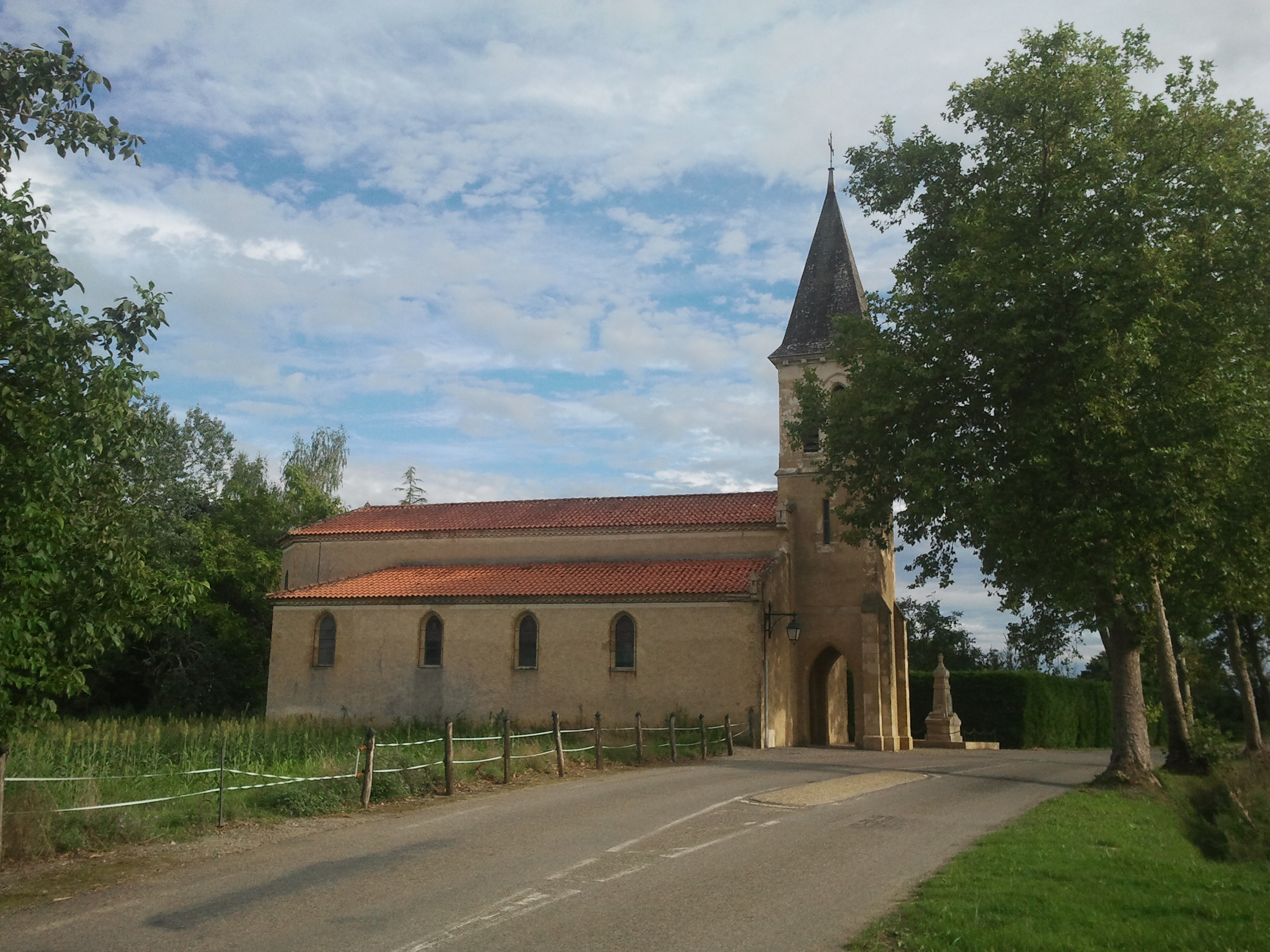
Kirche Saint-Jean-Baptiste in Moncorneil
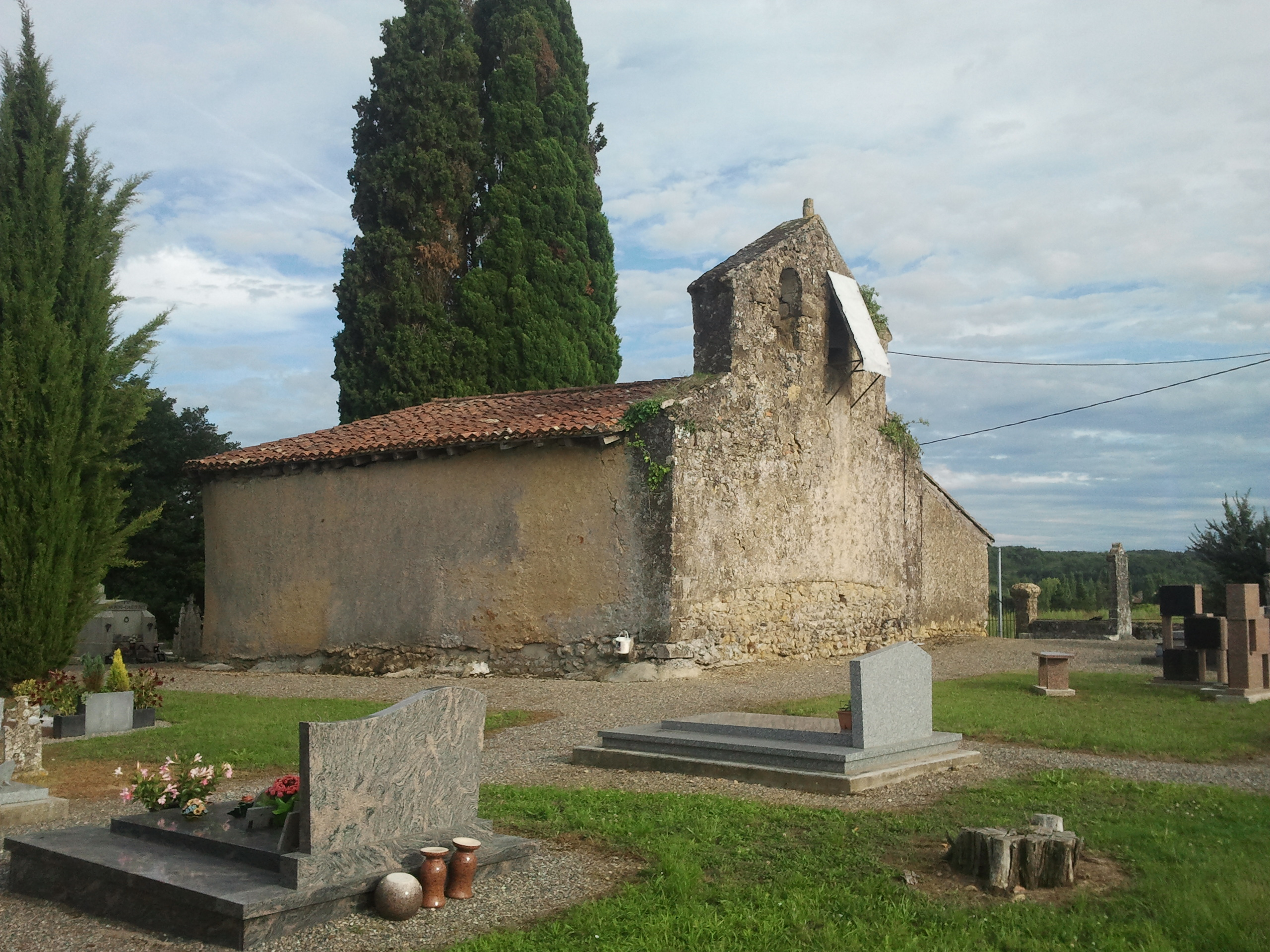
Kapelle in Grazan
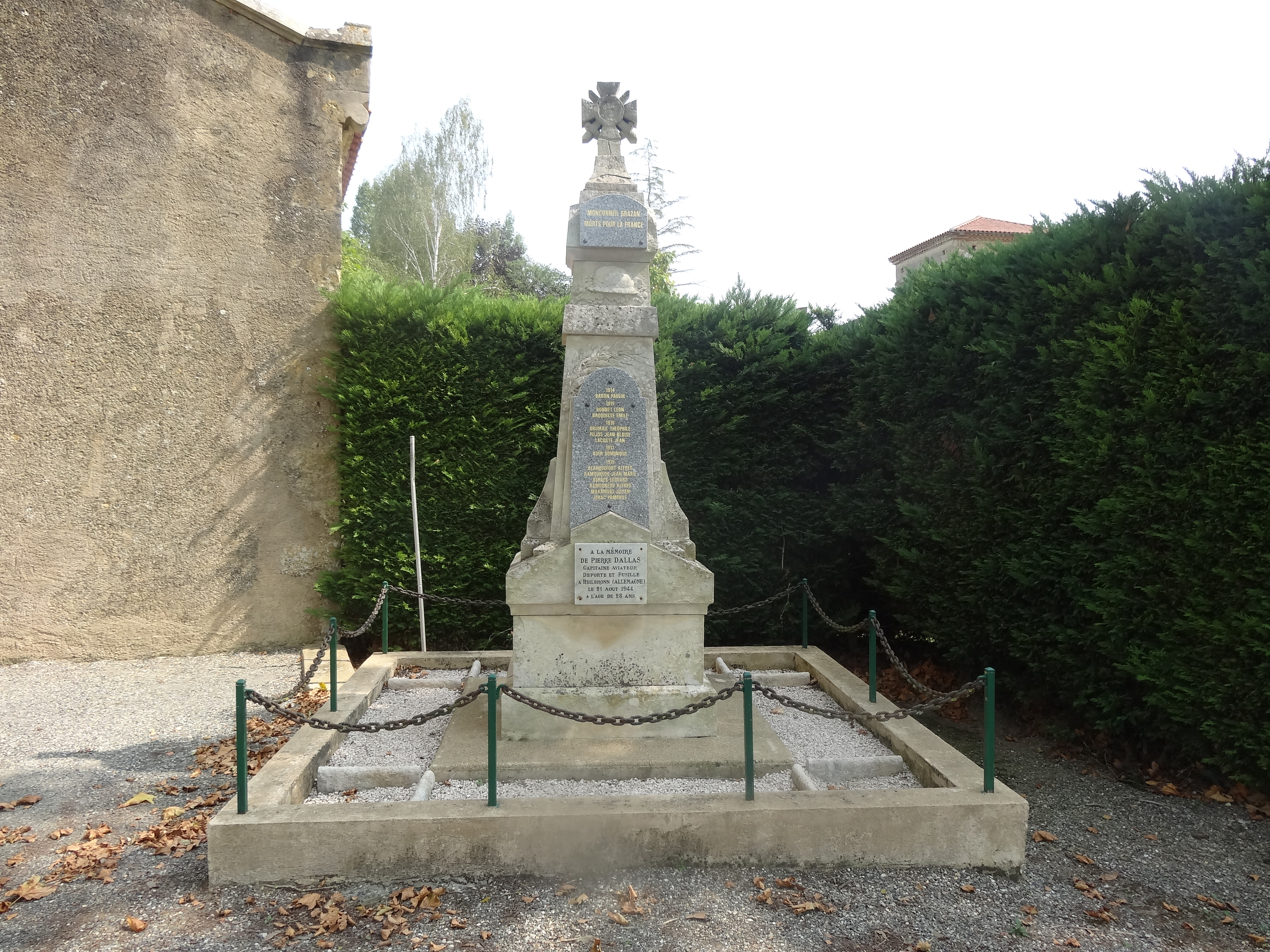
Denkmal für die Gefallenen

## Verkehr
Die wichtigste regionale Verkehrsverbindung ist die D40. Die Straße nach Pouy-Loubrin ist für den Lokalverkehr von Bedeutung.